# Westmonsterkerk

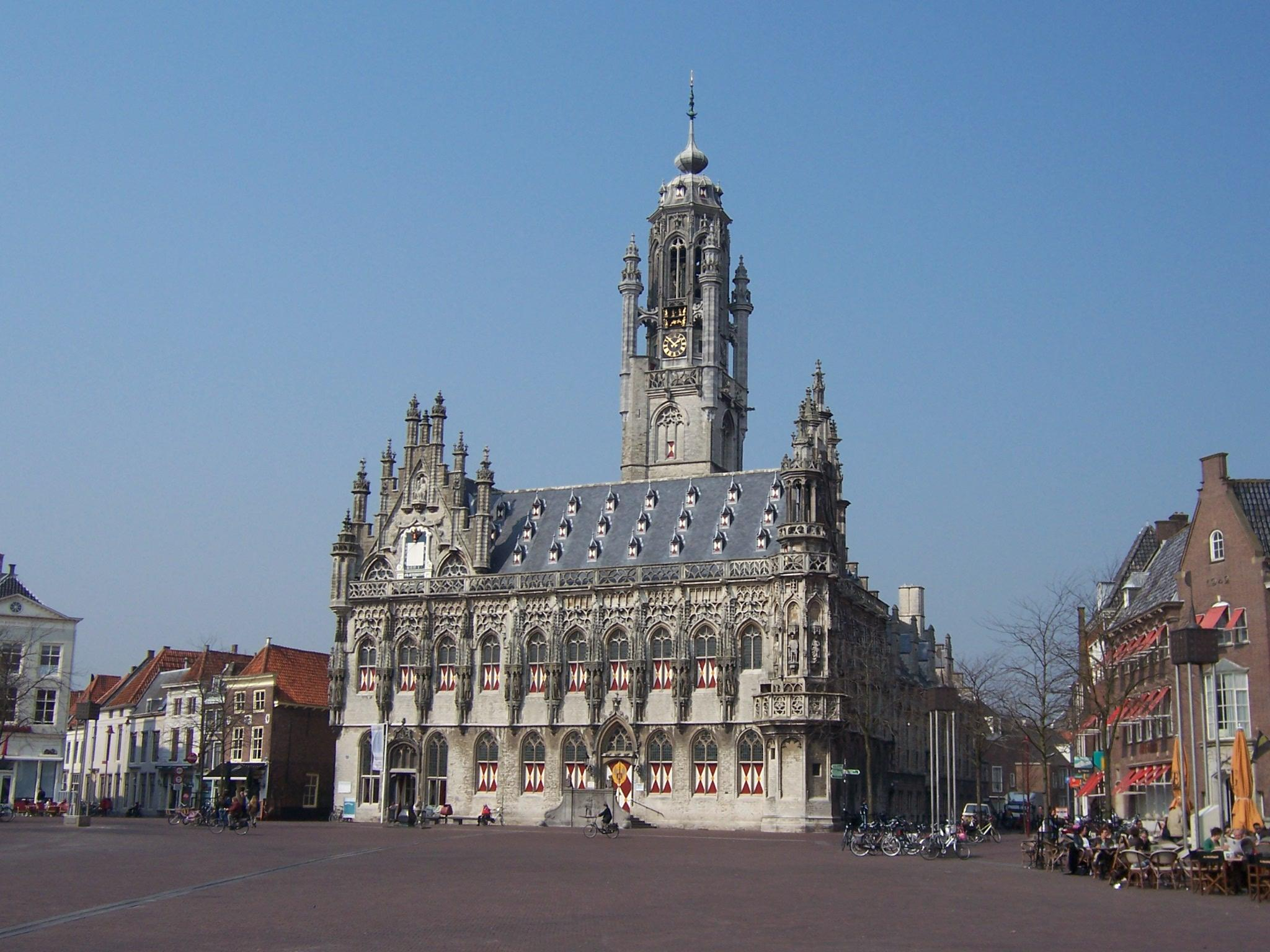
Der Große Markt von Middelburg mit dem Rathaus

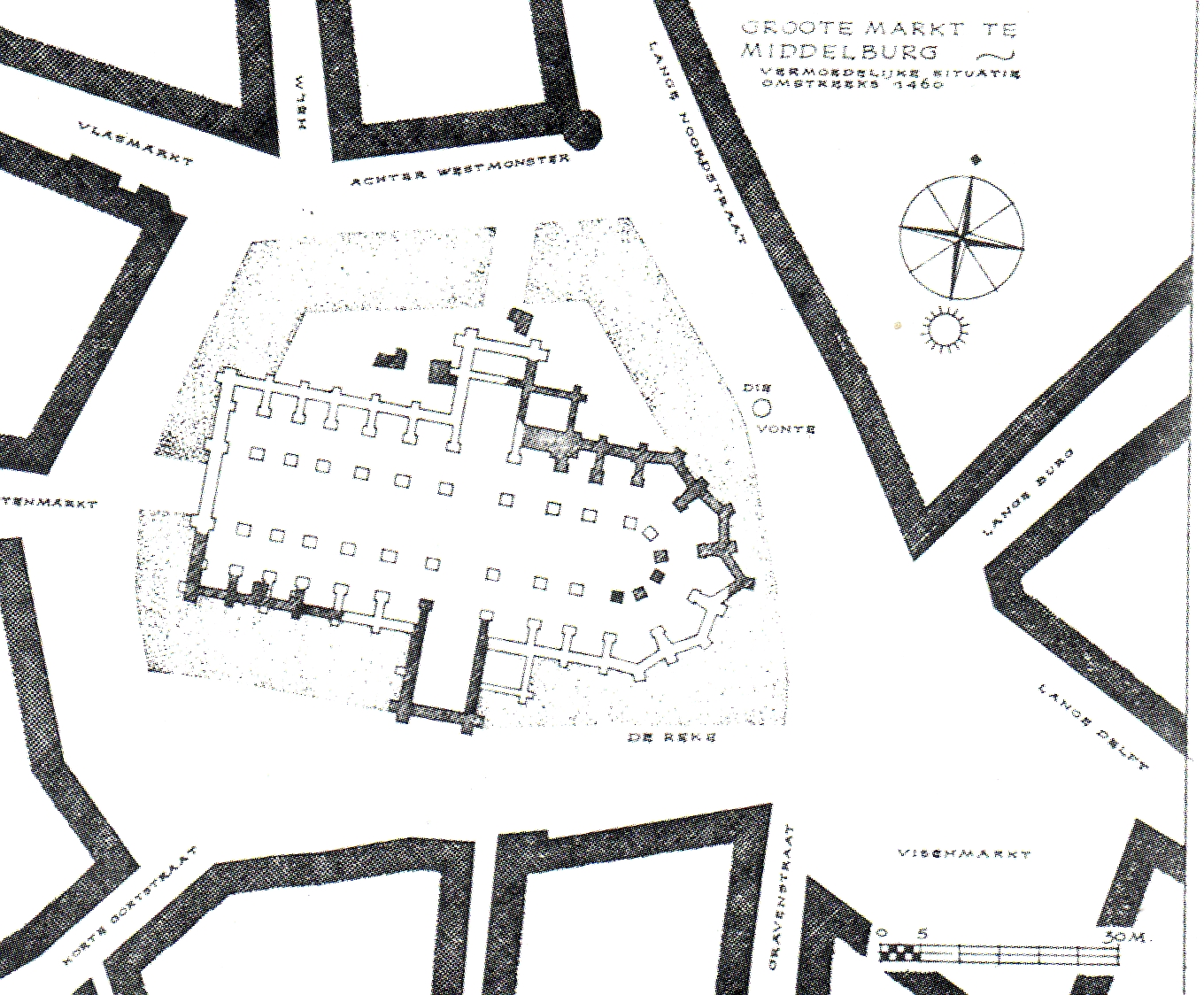
Die Ergebnisse der Ausgrabungen von 1943

Die Westmonsterkerk oder Sint Maartenskerk (deutsch Westmünster- oder Sankt-Martins-Kirche) war die älteste Pfarrkirche von Middelburg in der niederländischen Provinz Zeeland.

## Geschichte
Die Kirche wurde um 1000 zunächst als Eigenkirche auf einem Königsgut gestiftet. 1012 wurde diese Keimzelle Middelburgs auf Walcheren von Heinrich II. dem Grafen Boudewijn II. als Lehen gegeben, die Kirche wurde im Laufe des 11. Jahrhunderts Eigenkirche des Bischofs von Utrecht. Vor 1050 wurden von ihr neue Tochterkirchen in Westkapelle, Oostkapelle und West-Souburg abgepfarrt. Zum Ende des 11. Jahrhunderts wurde die Gründung einer weiteren Pfarrkirche in Middelburg notwendig, und somit wurde vom Westmünster das Nordmünster Sint Pieter (deutsch: Sankt Peter) abgepfarrt. Im Zuge der Aufteilung unterstellte der Utrechter Bischof das Westmünster der St. Paulusabtei zu Utrecht, das Nordmünster dem Utrechter Kapitel an St. Pieter. Die Westmünsterkirche bildete schließlich zentral auf dem Markt gelegen das Zentrum des Ortes und des dort stattfindenden wichtigsten Marktes der Region. 1566/67 hielt die Reformation in Middelburg Einzug, 1567 kam es zu einem Bildersturm. Im Zuge der Annahme des reformatorischen Bekenntnisses wurde die Abteikirche der Prämonstratenser Hauptpfarrkirche der Stadt und das Westmünster überflüssig. 1575 beschloss der Stadtrat die Niederlegung der Kirche und die Anlegung des heute noch existierenden Großen Marktes.
1943 und 1998 wurden am ehemaligen Standort der Kirche archäologische Grabungen durchgeführt, die einen dreischiffigen gotischen Bau mit Querhaus, Langchor und Chorumgang aufzeigten. Bei der Grabung von 1998 konnten die Ergebnisse von 1943 bestätigt und ergänzt werden. Zusätzlich wurden noch Fundamente von Langhaus- und Vierungspfeilern ergraben, deren Existenz man zunächst auf älteren Planskizzen nur vermutet hatte.